# António Lima Pereira
António José Lima Pereira (Póvoa de Varzim, 1 de fevereiro de 1952 —  22 de janeiro de 2022) foi um ex-futebolista profissional português que atuava como defensor.

## Carreira
Lima Pereira representou a Seleção Portuguesa de Futebol, na Eurocopa de 1984, semifinalista.